# Radotina
Radotina (bułg. Радотина) – wieś w Bułgarii, w obwodzie sofijskim, w gminie Botewgrad. Według danych szacunkowych Ujednoliconego Systemu Ewidencji Ludności oraz Usług Administracyjnych dla Ludności, 15 września 2022 roku miejscowość liczyła 151 mieszkańców.

## Osoby związane z miejscowością

### Urodzeni
- Kostad Georgiew – bułgarski rewolucjonista WMORO, czetnik Iwana Naumowa Alabaki[2]